# Hèrnia diafragmàtica
Una hèrnia diafragmàtica és un defecte o forat en el diafragma que permet que contingut de l'abdomen pugui passar a la cavitat toràcica. El tractament sol ser quirúrgic. Hi ha diversos tipus d'hèrnia diafragmàtica: Hèrnia diafragmàtica congènita (hèrnia de Morgagni i hèrnia de Bochdalek), hèrnia hiatal, hèrnia diafragmàtica iatrogènica o hèrnia diafragmàtica traumàtica.